# Junie Lewis
Eugene B. Lewis, detto Junie (Abington, 11 gennaio 1966), è un ex cestista statunitense.

## Carriera
Disputò una stagione alla University of Pittsburgh, trasferendosi poi alla University of South Alabama, dove rimase fino al 1989. Venne selezionato al secondo giro del Draft NBA 1989 dagli Utah Jazz, ma non esordì mai in NBA.
Nel 1997 è stato nominato membro della South Alabama Athletic Hall of Fame.

## Vicende successive
La sua carriera cestistica non è proseguita dopo il Draft NBA a causa della sua dipendenza dalle droghe e dall'alcool. Nel 1999 decise di cambiare vita e divenne pastore della First Church of Christ, da cui nel febbraio 2013 è stato estromesso a causa di una frode ai danni dei fedeli.

## Statistiche

### College
| Anno      | Squadra             | PG  | PT | MP   | TC%  | 3P%  | TL%  | RP  | AP  | PRP | SP  | PP   |
| --------- | ------------------- | --- | -- | ---- | ---- | ---- | ---- | --- | --- | --- | --- | ---- |
| 1984-1985 | Pittsburgh Panthers | 24  | 1  | 7,3  | 45,3 | -    | 72,0 | 0,4 | 0,5 | 0,3 | 0,0 | 4,4  |
| 1986-1987 | S. Alabama Jaguars  | 28  | -  | 29,1 | 48,1 | 34,1 | 68,1 | 4,3 | 3,4 | 1,6 | 0,3 | 18,9 |
| 1987-1988 | S. Alabama Jaguars  | 29  | 25 | 31,4 | 52,7 | 27,5 | 71,4 | 5,6 | 3,7 | 1,4 | 0,1 | 21,7 |
| 1988-1989 | S. Alabama Jaguars  | 32  | 31 | 33,6 | 55,5 | 7,7  | 72,7 | 6,7 | 5,9 | 1,4 | 0,2 | 17,7 |
| Carriera  | Carriera            | 113 | 57 | 26,3 | 51,6 | 29,8 | 71,1 | 4,5 | 3,6 | 1,2 | 0,2 | 16,2 |